# Estratónice (esposa de Antígono)
Estratónice (en griego antiguo: Στρατoνίκη, romanizado: Stratoníkē: fl. siglo IV a. C.) era hija de Corrhaeus (Κορῥαῖος, Korrhaĩos, un macedonio del que no se sabe nada más), y mujer de Antígono, rey de Asia, con el que tuvo dos hijos, Demetrio Poliorcetes y Filipo, que murió en el 306 a. C.
Aparece en el 316 a. C. negociando con Dócimo, cuando este general y otros partidarios de Pérdicas se hallaban refugiados en una fortaleza de Frigia: lo convenció para que la abandonarse, pero luego lo hizo apresar. Después de la batalla de Ipsos, huyó de Cilicia, donde había aguardado el desenlace de la campaña, con su hijo Demetrio; marchó a Salamina, en Chipre, en el 301 a. C. Probablemente falleció allí, pues no se la menciona cuando se indica que la isla cayó en poder de Ptolomeo algunos años después.